# Jemima Kirke

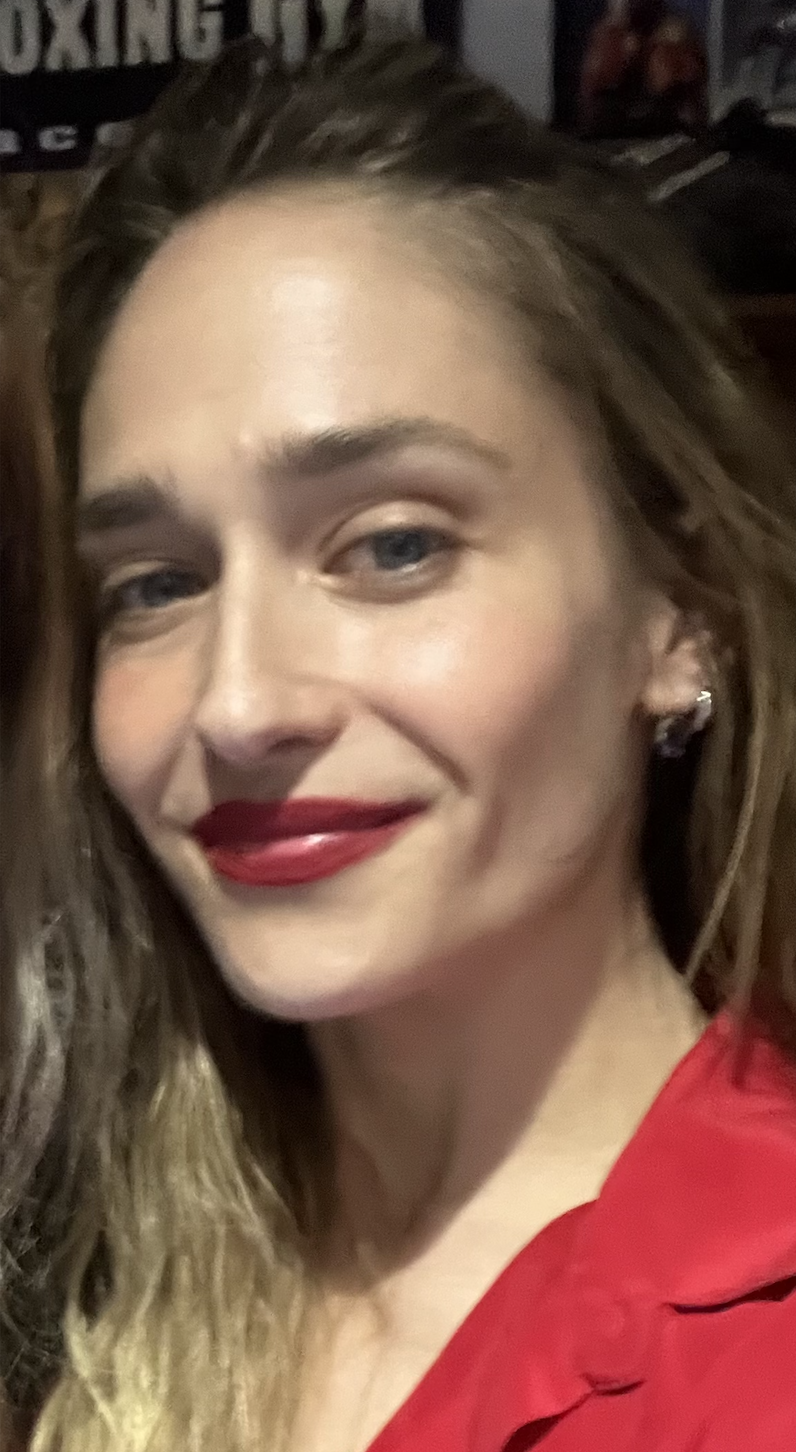
Jemima Kirke, 2023

Jemima Kirke (* 26. April 1985 in London) ist eine britische Künstlerin und Schauspielerin. Einem breiten Publikum wurde sie durch ihre Rolle der Jessa Johansson in der Fernsehserie Girls bekannt.

## Leben
Kirke wuchs in New York auf. Ihr Vater Simon Kirke, der ehemalige Schlagzeuger der Rockbands Bad Company und Free, hat englisch-schottische Wurzeln. Ihre Mutter Lorraine Kirke (geborene Dellal), die Besitzerin der New Yorker Boutique Geminola, ist Jüdin. Kirke hat zwei Schwestern und einen Bruder. Ihre Schwester Lola ist ebenfalls Schauspielerin, ihre Schwester Domino Sängerin.
2009 heiratete Kirke den Anwalt Michael Mosberg, mit dem sie in Brooklyn und East Hampton lebte und eine Tochter und einen Sohn hat. 2017 gab Kirke die Trennung bekannt, die schon im Sommer 2016 stattfand. 2017 ging sie eine Beziehung mit dem australischen Sänger Alex Cameron ein. Das Paar hat sich mittlerweile wieder getrennt.
Für eine Kampagne der NGO Center for Reproductive Rights erklärte sie, dass sie mit 22 Jahren während des Studiums abgetrieben habe, und sprach sich für einen offenen Umgang mit diesem Thema aus.
Kirke erlangte ihren Bachelor of Fine Arts an der Rhode Island School of Design und hatte 2011 eine Ausstellung mit dem Titel A Brief History.
Kirke ist seit ihrer Kindheit mit der Regisseurin, Drehbuchautorin und Schauspielerin Lena Dunham befreundet. Sie spielte eine Rolle in Dunhams Film Tiny Furniture und gehörte zum Cast der HBO-Serie Girls. Außerdem spielte Kirke in dem Musikvideo Dusk Till Dawn von dem Sänger Zayn Malik mit.

## Filmografie (Auswahl)
- 2010: Tiny Furniture
- 2012–2017: Girls (Fernsehserie, 53 Episoden)
- 2016: Ava’s Possessions
- 2017: Strangers (Fernsehfilm)
- 2017: The Little Hours
- 2018: Wild Honey Pie
- 2018: Untogether
- 2018: All These Small Moments
- 2018: Maniac (Fernsehserie, 5 Episoden)
- 2020: Sylvie’s Love
- 2021: Sex Education (Fernsehserie, 8 Episoden)
- 2022: Conversations with Friends  (Fernsehserie, 10 Episoden)
- 2023: City on Fire (Fernsehserie, 8 Episoden)